# Roman Bessmertnyj

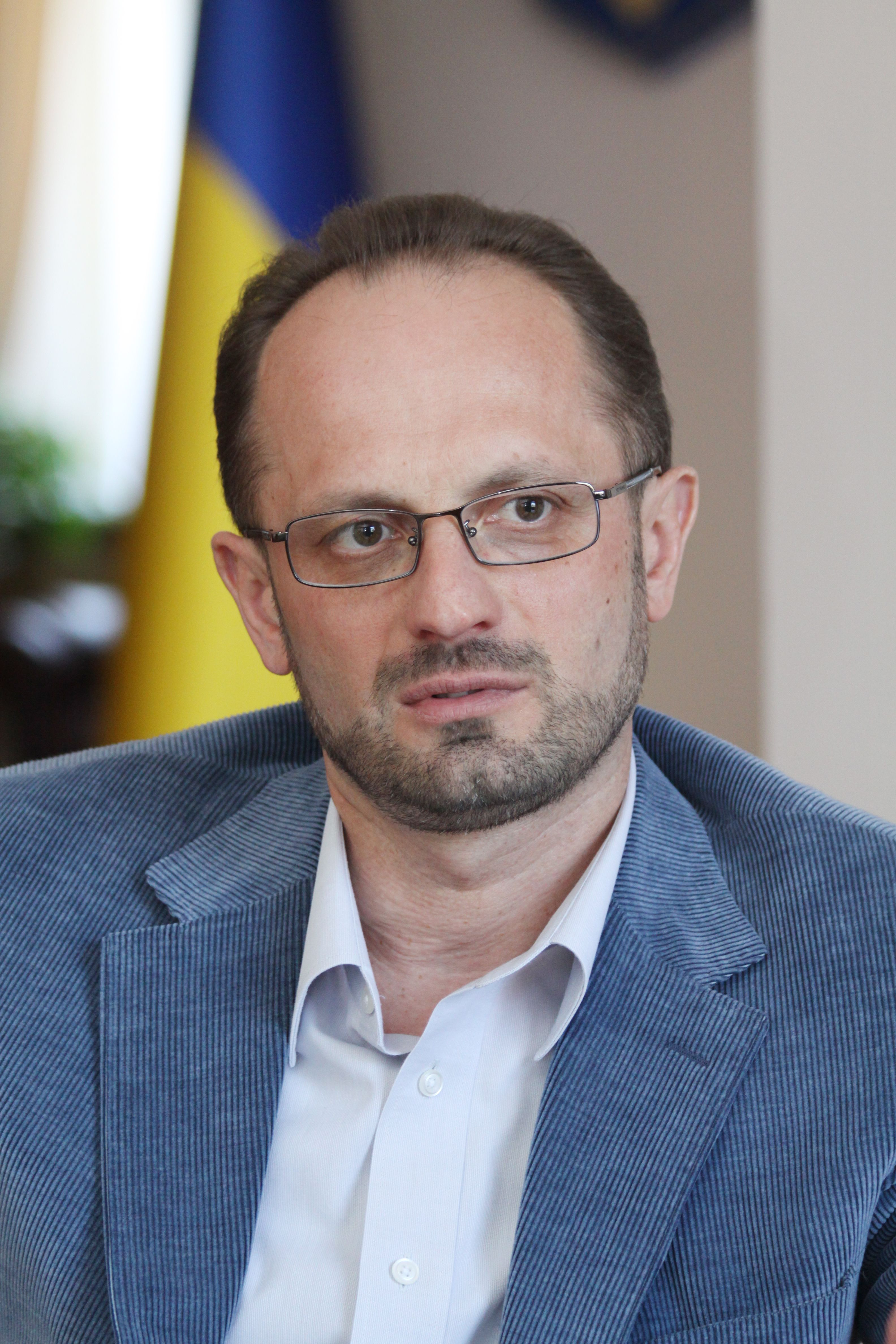
Roman Bessmertnyj 2011

Roman Petrowytsch Bessmertnyj (* 15. November 1965 in Motyschyn, Oblast Kiew, Ukrainische SSR, Sowjetunion) ist ein ukrainischer Politiker.

## Ausbildung
Roman Bessmertnyj studierte von 1983 bis 1990 an der Historischen Fakultät des Kiewer Pädagogischen Instituts und ist seinem erlernten Beruf nach Geschichtslehrer. Er promovierte 1997 zu einem politikwissenschaftlichen Thema an der Nationalen Akademie der Wissenschaften der Ukraine und führt den Titel eines Kandydat politytschnych nauk, was einem deutschen Doktorgrad entspricht.

## Politische Karriere
Bessmertnyj wurde 1994 erstmals in die Werchowna Rada, das ukrainische Parlament, gewählt. Er war Mitglied der Fraktion der Ukrainischen Republikanischen Partei, die er jedoch bald verließ. Bei den Parlamentswahlen 1998 trat er für die Volksdemokratische Partei an und wurde erneut in die Rada gewählt. Von 1997 bis 2002 war er der offizielle Vertreter des Staatspräsidenten Leonid Kutschma beim Parlament. Nach der Entlassung des damaligen Ministerpräsidenten Wiktor Juschtschenko 2001 arbeitete Bessmertnyj weiter mit diesem zusammen und reichte im folgenden Jahr seinen Rücktritt als Mitarbeiter des Präsidenten ein. Vor den Parlamentswahlen 2002 leitete er den Vorbereitungsstab des Wahlblocks Nascha Ukrajina des späteren Präsidenten Juschtschenko und wurde erneut ins Parlament gewählt. Vor den Präsidentschaftswahlen 2004 war er wiederum maßgeblich an den innerparteilichen Vorbereitungen sowie später an der Organisation der Massenproteste der so genannten „Orangefarbenen Revolution“ beteiligt.
Anfang 2005, nach der Wahl Juschtschenkos zum Staatspräsidenten, führte für die Nascha Ukrajina die Koalitionsverhandlungen mit der Sozialistischen Partei und dem Blok Juliji Tymoschenko. Dabei trat er vehement gegen Julija Tymoschenko als mögliche Ministerpräsidentin auf und weigerte sich den für ihn vorgesehenen Posten des stellvertretenden Ministerpräsidenten unter Tymoschenko anzunehmen.
Nach der Entlassung der Regierung Tymoschenko im September 2005 trat Bessmertnyj als Vize-Ministerpräsident ins Kabinett von Ministerpräsident Jurij Jechanurow ein. Schon im November 2005 verließ er die Regierung wieder, um sich um die Vorbereitung seiner Partei auf mögliche Neuwahlen zu kümmern. Von Mai bis Dezember 2006 war er Vorsitzender der Parlamentsfraktion der Nascha Ukrajina. 
Am 4. April 2007 wurde er zum stellvertretenden Leiter des Sekretariats des Staatspräsidenten berufen, wo er für Fragen der Informationspolitik zuständig ist. Im Sommer 2007 erklärte er seinen Rücktritt als Vorsitzender des Exekutivkomitees des Wahlblocks Nascha Ukrajina - Narodna samooborona.